# Erewash
El Municipio de Erewash (en inglés, Erewash Borough) es un municipio del condado administrativo de Derbyshire (Inglaterra). Según el censo de 2021, tiene una población de 112 906 habitantes.